# West-Brabant Giants
West-Brabant Giants (of World Class Aviation Academy Giants naar de laatste sponsornaam) is een voormalige profbasketbalclub uit Bergen op Zoom. De thuiswedstrijden van de club werden gespeeld in Sporthal de Boulevard. Van 2003 tot 2011 kwam de club uit in de Eredivisie, de beste prestatie van de club was de finaleplaats in de Playoffs van het seizoen 2009–10.

## Geschiedenis

### Oprichting (2003)
De Giants zijn in 2003 opgericht. Thuishaven werd Sporthal de Boulevard, dat een capaciteit had van 900. Toen heette het team Fun 4 All, naar de hoofdsponsor van dat seizoen. In het eerste seizoen (2003-2004) werden de Giants tiende en laatste van de competitie. Met zeven gewonnen wedstrijden, waarvan één op de nummer 2 EiffelTowers Den Bosch en één op de later kampioen MPC Capitals, eindigde het team van Otis Loyd op maar één gewonnen wedstrijd minder dan de nummer 9 Rotterdam.
De spelers in het debuutjaar van de club waren tijdens de eerste officiële wedstrijd tegen Landstede Basketbal: Z. Williams, U. Vreds, T. Mulder, B. van Willigen, J. Veldhuis, P. Hajnsz, F. Beriah, J. Young en B. Weiss. Later zijn K. Smith, N. Simic, T. van de Vondel, P. Hemelaer en V. Kaukenas er tijdens het seizoen aan de selectie toegevoegd. Maar zij konden ook geen potten breken, waardoor de Fun 4 all niet aan de play-offs (waaraan alleen de eerste 8 teams aan mee doen) mochten deelnemen.

### Seizoen 2004-2005
Het tweede seizoen van de Bergse club gaan aanmerkelijk beter. Er kwam een nieuwe hoofdsponsor, Myleasecar, een nieuwe coach en een aantal nieuwe spelers. De nieuwe coach was Tony van den Bosch. De Belg met een aanzienlijke staat van dienst in zijn vaderland zou de volgende drie jaar trainer zijn de Giants. Ook het team werd goed aangepakt. Op T. van de Vondel en B. van Willigen na ging iedereen weg. De nieuwkomers van dat jaar waren B. Jillisen, M. Michiels, G. Terclavers, T. Moore, C. Briggs, Q. Hall, M. Krikkemans, D. Mampaey, R. Hallik, C. Jackson, E. Hall en O. Lightfoot.
Coach Van den Bosch maakte een goed team en werden achtste in de competitie, waardoor ze voor het eerst in haar historie mee mochten doen aan de Play-offs. Daarin moesten ze het opnemen tegen de nummer 1 van de competitie, de Capitals uit Groningen. In de best-of-three werden de eerste twee wedstrijden gewonnen, waardoor een derde wedstrijd niet nodig was. De Giants gingen door naar de halve finales, waar ze het moesten opnemen tegen Landstede Basketbal uit Zwolle. Deze waren net een maatje te groot. Beide ploegen wonnen al hun thuiswedstrijden, zodat Landstede (met hun thuisvoordeel) doorgingen naar de finale en niet de Giants.

### Seizoen 2005-2006
Na het succesvolle tweede jaar, liep het in het derde jaar allemaal niet super. Men dacht een erg goed team te hebben, maar dat bleek wel anders. Het waren stuk voor stuk allemaal goede spelers, maar dit jaar kon Tony er geen echt team van maken. Spelers als Brian Heinle, Phil Goss, David Popoola en Monwell Randle speelden dat jaar in de Scheldestad. Grote tegenvaller dat seizoen was dat Orlando Lightfoot voor dat seizoen niet speelgerechtigd was en alsnog moest vertrekken. Lightfoot had zelf een vervanger aangewezen, genaamd Brett Epiheimer. Het was voor de club vooral een leerseizoen, want de play-offs werden dit jaar niet gehaald. De Giants eindigde op de negende plaats.

### Seizoen 2006-2007
Het seizoen 2006-2007 was er één met twee gezichten. De Giants begonnen uitstekend en ze stonden lange tijd tweede in de competitie. Maar de tweede helft van het seizoen ging ronduit slecht, waardoor ze in datzelfde jaar naar de zevende plek zakten. De chemie van het team in de eerste helft van de competitie was volledig weg, zodoende dat de "Giganten" kansloos door Matrixx Magixx (bekerwinnaar en latere finalist) met 2-0 werden uitgeschakeld. Enkele bekende namen waren Devonne Giles, Tyrone Riley, Sydmill Harris en Rogier Jansen.

### Seizoen 2007-2008

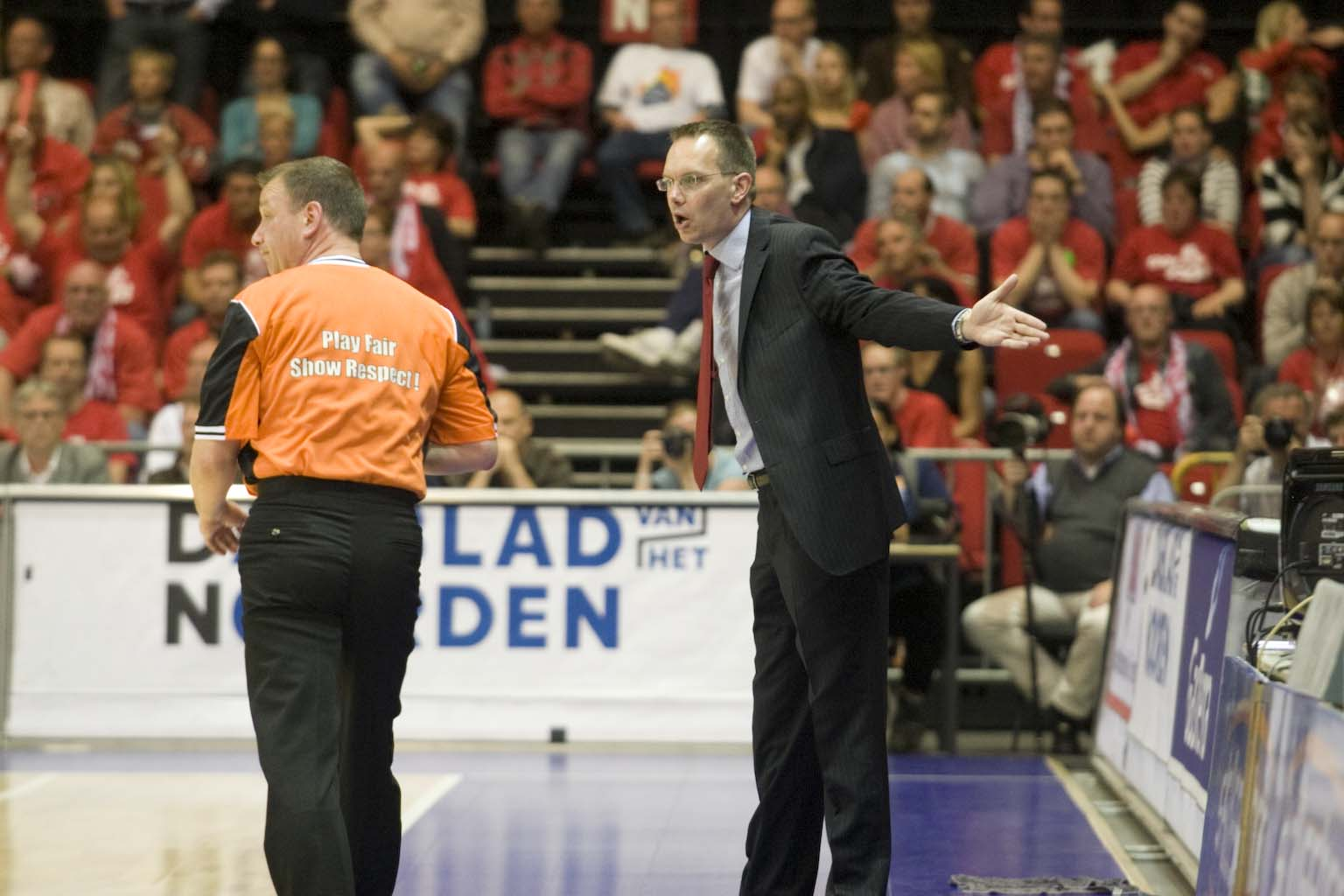
Erik Braal werd in 2007 aangesteld als hoofdcoach

In het seizoen 2007/2008 werd het roer omgegooid. Er kwam een nieuwe coach en de selectie ging op de schop. Coach Erik Braal gingen met de Brabantse Giants furieus van start. Na 5 overwinningen oprij zakte de ploeg echter iets terug. Desalniettemin maakte de ploeg een zeer constant seizoen mee. De Bergse Giants knokte zich in de 2e helft van het seizoen op naar de 2de plaats. Na een wat rommelige eindfase, waarin onnodig werd verloren van Aris Leeuwarden werden ze 3e in plaats van 2e, waardoor ze het thuisvoordeel in de halve finales waarschijnlijk mislopen.
In de play-offs wonnen de Giants na een mooie serie van de Rotterdam Challengers (2-1 winst in de serie). In de halve finale werden ze uitgeschakeld door EiffelTowers Den Bosch.

### Seizoen 2008-2009
Het seizoen erna was er één met ups en downs. De Giants begonnen slecht. Meteen de eerste drie wedstrijden werden verloren en de volgende twee maar nipt. Meteen waren er in de eerste maand van de competitie ook personele problemen. Durelle Brown en Brandon Griffin vertrokken om verschillende redenen en hun vervangers waren Jordan Collins en Gaston Essengue. Maar dat was nog maar het begin, want in januari vertrok talent en rookie of the year 2007 Calvin Smith na een slepende blessure. Hij werd vervangen door Jesse Kimbrough. In maart vertrok weer een speler uit het team, namelijk Carlos Taylor. Zijn plaats werd opgevuld door Engels international Steve Leven.
Sportief gezien ging het wel steeds beter. De Giants stegen het seizoen langzaam van de laatste naar de uiteindelijk vierde plaats in de competitie. In de play-offs schakelden de Giants in de eerste ronde Matrixx Magixx uit Nijmegen uit, maar de latere kampioen Amsterdam was in de halve finale een maat te groot.

### Seizoen 2009-2010

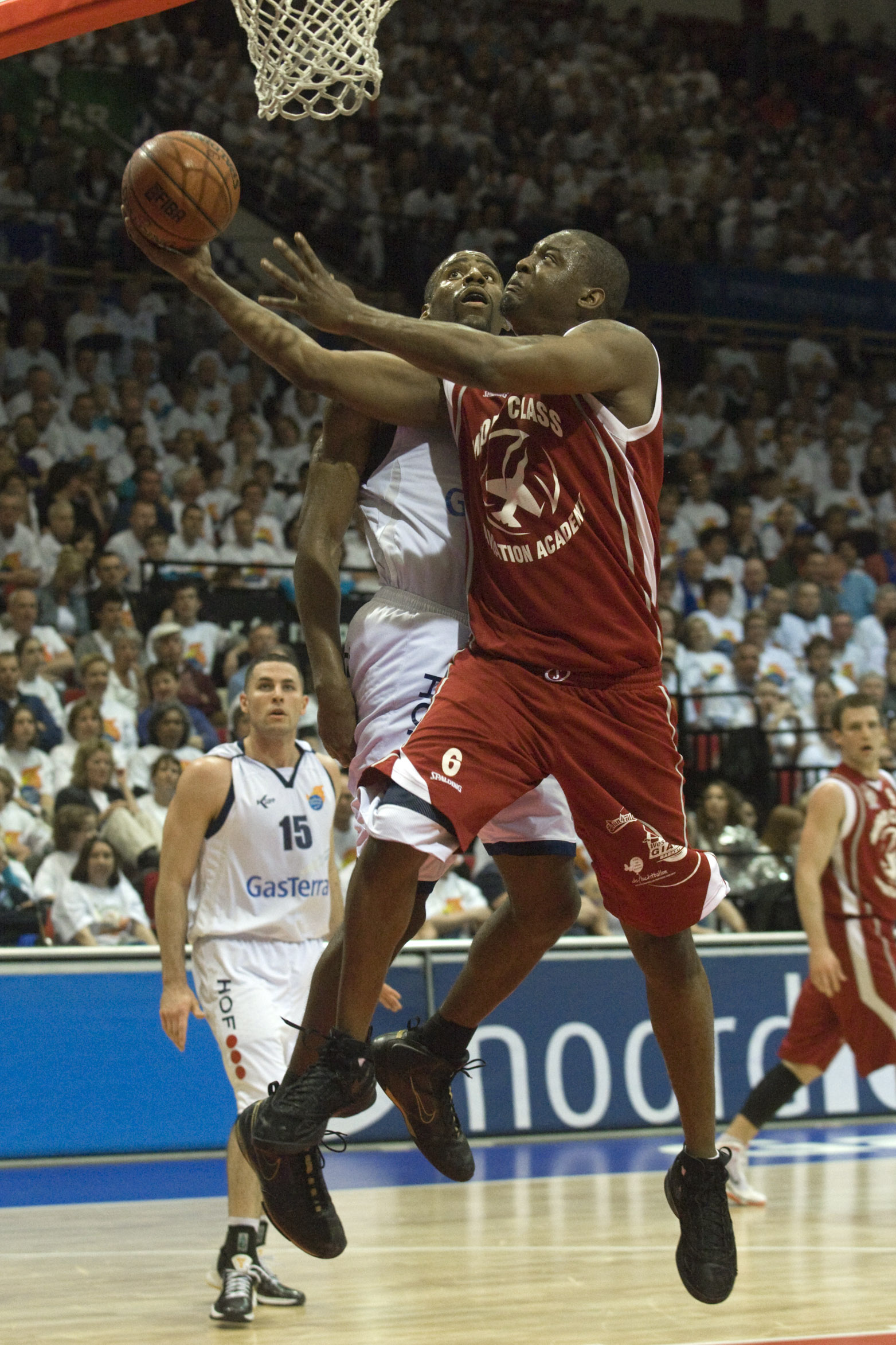
De Giants in de finale tegen Groningen in 2010

Seizoen 2009-2010 begon geweldig voor de Giants. Er waren in de zomerstop een aantal goede Nederlandse internationals aangetrokken en er kwam een ervaren assistent-coach (Herman van den Belt) bij de groep. Daarom ging de eerste seizoenshelft ook fantastisch en werden er maar drie wedstrijden verloren tot aan de winterstop. Na de winterstop zette die reeks zich voort met de langste winstreeks uit de geschiedenis op rij: 8 eredivisie-, 1 beker- en 1 oefenwedstrijd. Daarna kwam een beetje de sleur in het team. Er werd wat meer verloren, in de halve finale om de beker werd een 23 punten achterstand weggegeven tegen Amsterdam en ook de tweede plaats in de competitie was aan het wankelen. Deze werd uiteindelijk toch veroverd en werd op zich gemakkelijk gewonnen van hetzelfde Amsterdam in de kwartfinales van de play-offs. Daarna was het verrassende Aris Leeuwarden (die de nummer drie uit de competitie EiffelTowers Den Bosch uitschakelde) aan de beurt. Deze werd met 3-1 verslagen waardoor de Giants voor het eerst in haar bestaan in de finale stonden van de play-offs, met GasTerra Flames uit Groningen als de tegenstander. Deze finale werd met 4-1 verloren.

### Seizoen 2010-2011
De Giants eindigden dit seizoen als zesde in de competitie, en verloren in de kwartfinales van de play-offs van EiffelTowers Den Bosch. In de NBB-Beker had Giants wel succes, de club bereikte ten koste van Weert en Den Bosch de finale. Deze werd verloren van de GasTerra Flames met 67-55.

### Einde van de club
In de zomer van 2011 werd duidelijk dat WCAA Giants het moeilijk had, maar naar alle waarschijnlijkheid wel weer in 2011 in de Eredivisie zou spelen. Met een nieuwe stichting probeerde de club toch in de Eredivisie te gaan spelen. Op 9 september werd echter bekend dat dit niet lukte en de stekker uit de club werd getrokken.

### Namen
Mede door de veranderende hoofdsponsors, heeft de club in het verleden meerdere namen gekend.
- 2003–2004: Fun4All
- 2004–2005: Myleasecar Giants
- 2005–2007: Polynorm Giants
- 2007–2009: West-Brabant Giants
- 2009–2011: World Class Aviation Academy Giants

## Resultaten
Resultaten per seizoen na de laatste Giants-wedstrijd van elk seizoen.

## Bekende spelers
- Arvin Slagter (3 seizoenen: 2007–10)
- Thomas Koenis (2 seizoenen: 2009–11)
- Chip Jones (2 seizoen: 2006–08)
- Bryan Defares (1 seizoen: 2009–10)
- Ties Theeuwkens (2 seizoenen: 2009–11)
- Leon Williams (1 seizoen: 2010–11)